# Jesús Picó
Jesús Bernardino Picó Imatz (* 20. April 1935 in Viña del Mar; † 20. Dezember 1993 in Valparaíso) war ein chilenischer Fußballspieler. Der Stürmer  wurde mit den Santiago Wanderers chilenischer Meister 1958 und spielte fünf Länderspiele für Chile.

## Vereinskarriere
Jesús Picó debütierte 1954 bei den Santiago Wanderers, für die er sechs Jahre lang spielte. Mit dem Klub aus Valparaíso gelang ihm die erste Meisterschaft der Vereinsgeschichte im Jahr 1958. Zu dieser trug Picó mit elf Toren in 23 Einsätzen bei. 1959 wurde Picó mit den Wanderers Pokalsieger.
Nach dem Erfolg wechselte Picó zu San Luis de Quillota und ging 1962 in die Hauptstadt zum CD Magallanes. Seine Karriere beendete Picó dann 1964 wieder bei den Wanderers.

## Nationalmannschaft
Jesús Picó spielte in der Nationalmannschaft beim Campeonato Sudamericano 1957. Er absolvierte fünf der sechs Turnierspiele, erzielte dabei allerdings kein Tor. Sein Debüt gab er bei der 2:4-Niederlage gegen Brasilien, sein letztes Länderspiel absolvierte Picó bei der 0:2-Niederlage gegen Uruguay. La Roja belegte mit einem Sieg, einem Unentschieden und vier Niederlagen den vorletzten Turnierplatz.

## Erfolge
Santiago Wanderers
- Chilenischer Meister: 1958
- Chilenischer Pokalsieger: 1959